# Sant Pere de les Roques
Sant Pere de les Roques és una església abandonada i mig enrunada en un indret elevat prop d'Aguiló anomenat les Roques. Es tracta d'una construcció d'una nau capçada a llevant per un absis semicircular. Ha perdut totalment la volta de canó que cobria la nau, però es conserva la cúpula sobre trompes que precedeix l'absis, l'element més interessant de la construcció. El costat de ponent es conserva la cripta semisoterrada coberta amb volta de canó. Mitja església enderrocada. S'aprofita l'altra mitja pel culte. S'ha construït una paret per separar la part enderrocada i reforçar l'altra meitat.

## Història
Probablement, correspon a una església romànica, datada del segle x, anomenada Sant Pere de Vim i posteriorment Sant Pere d'Aguiló. La primera referència a Sant Pere de les Roques es remunta a 1179, aquest any es troba integrada al bisbat de Vic. El 1196, un camí connectava l'església amb el castell de Montfred, segons consta en el testament jurat per Guerau de Castelltort en l'altar major de l'església. El 1282, Pere de Queralt i Cervelló hi fa una donació de 30 sous. El 1330 va rebre la visita pastor de Galceran Çacosta, bisbe de Vic.
S'ignora quan va deixar-s'hi d'oficiar misses. En les visites pastorals realitzades per Antoni Pasqual el 1685 i 1688, l'església ja no hi apareix referenciada. Sant Pere de les Roques va ser reformada el 1870 i restaurada gairebé cent anys després (1960). El 1984, l'arqueòleg Jaume Massó va fer una intervenció arqueològica de salvament de la cripta semisubterrània que es troba als peus de l'església. Es van descobrir dos sarcòfags de pedra i es van recuperar dos enterraments d'un matrimoni de bona condició social. Segons Francesca Español, aquesta cripta va realitzar-se "pocs anys després" de la construcció de l'església, motiu pel qual es "va sobrealçar el nivell del terra originari" del santuari.